# Список президентів Республіки Китай
Не плутати з Китайською Народною Республікою (КНР), засн. 1949 року.

Прапор Республіки

Президент Республіки Китай також називається Цзунтун (總統 (zǒngtǒng)), а у 1912—1928 — Дацзунтун (大總統 (dàzǒngtǒng)). Республіка Китай, яка існувала з 1912 по 1949 рр., включала сучасні території континентального Китаю і деякі історичні, Монголію та Тайвань. Сучасна Республіка втратила більшість територій, як правило, відома як Тайвань. Держава визнана 20 державами-членами Організації Об'єднаних Націй, а також Святим Престолом.

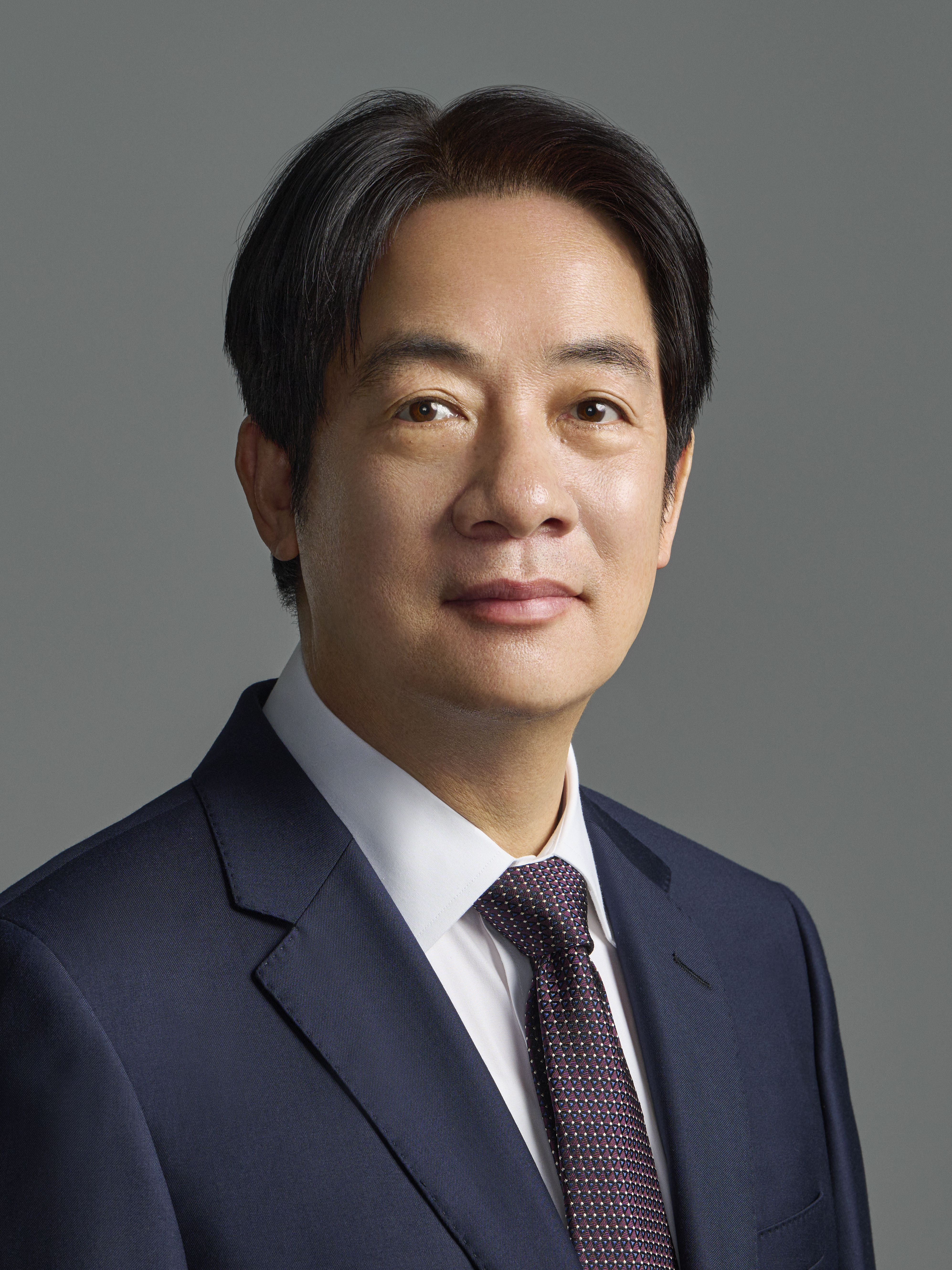
Лай Цінде

З 2024 року посаду президента займає Лай Цінде із Демократичної партії, який змінив на цій посаді Цай Інвень.

## Президенти до відновлення монархії
Тунменхой       Мілітаристи
| № | Фото          | Президент                                 | Термін        | Термін         | Партія      |
| - | ------------- | ----------------------------------------- | ------------- | -------------- | ----------- |
| 1 |               | Сунь Ятсен 孫文 Sūn Wén (1866—1925)       | 1 січня 1912  | 1 квітня 1912  | Тунменхой   |
| 1 | 1911 (94.11%) | Сунь Ятсен 孫文 Sūn Wén (1866—1925)       |               |                | Тунменхой   |
| 2 |               | Юань Шикай 袁世凱 Yuán Shìkǎi (1859—1916) | 1 квітня 1912 | 10 жовтня 1913 | Мілітаристи |
| 2 | 1912 (100%)   | Юань Шикай 袁世凱 Yuán Shìkǎi (1859—1916) |               |                | Мілітаристи |

## Пекінський уряд
Безпартійний       Мілітаристи       Прогресивна партія
| № | Фото          | Президент                                    | Термін            | Термін            | Партія             |
| - | ------------- | -------------------------------------------- | ----------------- | ----------------- | ------------------ |
| 1 |               | Юань Шикай 袁世凱 Yuán Shìkǎi (1859—1916)    | 10 жовтня 1913    | 22 грудня 1915    | Мілітаристи        |
| 1 | 1913 (71.12%) | Юань Шикай 袁世凱 Yuán Shìkǎi (1859—1916)    |                   |                   | Мілітаристи        |
| 2 |               | Лі Юаньхун 黎元洪 Lí Yuánhóng (1864—1928)    | 7 червня 1916     | 17 липня 1917     | Прогресивна партія |
| 3 |               | Фен Гочжан 馮國璋 Féng Guózhāng (1859—1919)  | 17 липня 1917     | 10 жовтня 1918    | Мілітаристи        |
| 4 |               | Сюй Шічан 徐世昌 Xú Shìchāng (1855—1939)     | 10 жовтня 1918    | 2 червня 1922     | Мілітаристи        |
| 4 | 1918 (98.15%) | Сюй Шічан 徐世昌 Xú Shìchāng (1855—1939)     |                   |                   | Мілітаристи        |
| — |               | Чжоу Цзиці 周自齊 Zhōu Zìqí (1871—1923)      | 2 червня 1922     | 11 червня 1922    | Мілітаристи        |
| 5 |               | Лі Юаньхун 黎元洪 Lí Yuánhóng (1864—1928)    | 11 червня 1922    | 13 червня 1923    | Прогресивна партія |
| — |               | Ґао Лінвей 高凌霨 Gāo Língwèi (1868—1939)    | 14 червня 1923    | 10 жовтня 1923    | Безпартійний       |
| 6 |               | Цао Кунь 曹錕 Cáo Kūn (1862—1938)            | 10 жовтня 1923    | 2 листопада 1924  | Мілітаристи        |
| 6 | 1923 (81.36%) | Цао Кунь 曹錕 Cáo Kūn (1862—1938)            |                   |                   | Мілітаристи        |
| — |               | Хуань Фу 黃郛 Huáng Fú (1883—1936)           | 2 листопада 1924  | 24 листопада 1924 | Безпартійний       |
| 7 |               | Дуань Ціжуй 段祺瑞 Duàn Qíruì(1865—1936)     | 24 листопада 1924 | 20 квітня 1926    | Мілітаристи        |
| — |               | Ху Вейде 胡惟德 Hú Wéidé (1863—1933)         | 20 квітня 1926    | 13 травня 1926    | Безпартійний       |
| — |               | Янь Хуейцін 顏惠慶 Yán Huìqìng (1877—1950)   | 13 травня 1926    | 22 червня 1926    | Безпартійний       |
| — |               | Ду Сігуй 杜錫珪 Dù Xīguī (1875—1933)         | 22 червня 1926    | 1 жовтня 1926     | Мілітаристи        |
| — |               | Гу Вейцзюнь 顧維鈞 Gù Wéijūn (1888—1985)     | 1 жовтня 1926     | 17 червня 1927    | Безпартійний       |
| 8 |               | Чжан Цзолінь 張作霖 Zhāng Zuòlín (1875—1928) | 18 червня 1927    | 2 червня 1928     | Мілітаристи        |

## Уряд націоналістів
Гоміньдан 
| № | Фото | Президент                                     | Термін         | Термін         | Партія    |
| - | ---- | --------------------------------------------- | -------------- | -------------- | --------- |
| 1 |      | Тань Янькай 譚延闓 Tán Yánkǎi (1880—1930)     | 7 лютого 1928  | 10 жовтня 1928 | Гоміньдан |
| 2 |      | Чан Кайші 蔣中正 Jiǎng Zhōngzhèng (1887—1975) | 10 жовтня 1928 | 15 грудня 1931 | Гоміньдан |
| 3 |      | Лінь Сень 林森 Lín Sēn (1868—1943)            | 15 грудня 1931 | 1 серпня 1943  | Гоміньдан |
| 4 |      | Чан Кайші 蔣中正 Jiǎng Zhōngzhèng (1887—1975) | 1 серпня 1943  | 20 травня 1948 | Гоміньдан |

## Конституція 1947

### Обрані Асамблеєю
Гоміньдан 
| № | Фото           | Президент                                     | Термін            | Термін         | Порядковий номер | Вибори        | Партія    |
| - | -------------- | --------------------------------------------- | ----------------- | -------------- | ---------------- | ------------- | --------- |
| 1 |                | Чан Кайші 蔣中正 Jiǎng Zhōngzhèng (1887—1975) | 20 травня 1948    | 21 січня 1949  | 1                | 1948 (90.03%) | Гоміньдан |
| — |                | Лі Цзунжень 李宗仁 Lǐ Zōngrén (1890—1969)     | 21 січня 1949     | 1 березня 1950 | 1                | —             | Гоміньдан |
| — |                | Янь Сішань 閻錫山 Yán xíshān (1883—1960)      | 20 листопада 1949 | 1 березня 1950 | 1                | —             | Гоміньдан |
| 1 |                | Чан Кайші 蔣中正 Jiǎng Zhōngzhèng (1887—1975) | 1 березня 1950    | 20 травня 1954 | 1                | —             | Гоміньдан |
| 1 | 20 травня 1954 | Чан Кайші 蔣中正 Jiǎng Zhōngzhèng (1887—1975) | 20 травня 1960    | 2              | 1954 (96,91%)    |               | Гоміньдан |
| 1 | 20 травня 1960 | Чан Кайші 蔣中正 Jiǎng Zhōngzhèng (1887—1975) | 20 травня 1966    | 3              | 1960 (93,97%)    |               | Гоміньдан |
| 1 | 20 травня 1966 | Чан Кайші 蔣中正 Jiǎng Zhōngzhèng (1887—1975) | 20 травня 1972    | 4              | 1966 (98,60%)    |               | Гоміньдан |
| 1 | 20 травня 1972 | Чан Кайші 蔣中正 Jiǎng Zhōngzhèng (1887—1975) | 5 квітня 1975     | 5              | 1972 (99,39%)    |               | Гоміньдан |
| 2 |                | Янь Цзягань 嚴家淦 Yán Jiāgàn (1905—1993)     | 6 квітня 1975     | 20 травня 1978 | 5                | —             | Гоміньдан |
| 3 |                | Цзян Цзін-го 蔣經國 Jiǎng Jīngguó (1910—1988) | 20 травня 1978    | 20 травня 1984 | 6                | 1978 (98,34%) | Гоміньдан |
| 3 | 20 травня 1984 | Цзян Цзін-го 蔣經國 Jiǎng Jīngguó (1910—1988) | 13 січня 1988     | 7              | 1984 (95,11%)    |               | Гоміньдан |
| 4 |                | Лі Денхуей 李登輝 Lǐ Dēnghuī (1923—2020)      | 13 травня 1988    | 20 травня 1990 | 7                | —             | Гоміньдан |
| 4 | 20 травня 1990 | Лі Денхуей 李登輝 Lǐ Dēnghuī (1923—2020)      | 20 травня 1996    | 8              | 1990 (85,24%)    |               | Гоміньдан |

### Прямі вибори
Гоміньдан        Демократична прогресивна партія
| № | Фото           | Президент                                 | Термін         | Термін         | Порядковий номер         | Вибори                   | Партія                          |
| - | -------------- | ----------------------------------------- | -------------- | -------------- | ------------------------ | ------------------------ | ------------------------------- |
| 4 |                | Лі Денхуей 李登輝 Lǐ Dēnghuī (1923–2020)  | 20 травня 1996 | 20 травня 2000 | 9                        | 1996 5 813 699 (54,0 %)  | Гоміньдан                       |
| 5 |                | Чень Шуйбянь 陳水扁 Chén Shuǐbiǎn (1950–) | 20 травня 2000 | 20 травня 2004 | 10                       | 2000 4 977 737 (39,3 %)  | Демократична прогресивна партія |
| 5 | 20 травня 2004 | Чень Шуйбянь 陳水扁 Chén Shuǐbiǎn (1950–) | 20 травня 2008 | 11             | 2004 6 446 900 (50,11 %) |                          | Демократична прогресивна партія |
| 6 |                | Їнцзю Ма 馬英九 Mǎ Yīngjiǔ (1950–)        | 20 травня 2008 | 20 травня 2012 | 12                       | 2008 7 658 724 (58,45 %) | Гоміньдан                       |
| 6 | 20 травня 2012 | Їнцзю Ма 馬英九 Mǎ Yīngjiǔ (1950–)        | 20 травня 2016 | 13             | 2012 6 891 139 (51,60 %) |                          | Гоміньдан                       |
| 7 |                | Цай Інвень 蔡英文 Cài Yīngwén (1956–)     | 20 травня 2016 | 20 травня 2020 | 14                       | 2016 6,894,744 (56.1 %)  | Демократична прогресивна партія |
| 7 | 20 травня 2020 | Цай Інвень 蔡英文 Cài Yīngwén (1956–)     | 20 травня 2024 | 15             | 2020 8,170,231 (74.90 %) |                          | Демократична прогресивна партія |
| 8 |                | Лай Цінде 賴清德 Lài Qīngdé (1959–)       | 20 травня 2024 |                | 16                       | 2024 5,586,019 (40.05 %) | Демократична прогресивна партія |